# 法蘭克·艾特素
艾迪姆·高姆蘭·法蘭克·艾特素（Edem Komlan Franck Atsou，1978年8月1日—），生于洛美，現效力艾華斯足球俱樂部。

## 國際賽生涯
截至2006年6月19日，他曾13次代表多哥國家隊，第一次則是1996年11月3日對加蓬。他亦入選2006年世界杯多哥國家隊的23人名單之中。